# Cmentarz żydowski w Kisielicach
Cmentarz żydowski w Kisielicach – kirkut w Kisielicach powstał prawdopodobnie w XVII wieku. Został powiększony o dodatkowe tereny w latach siedemdziesiątych i osiemdziesiątych XIX wieku. Obecnie nie istnieje, bo został zdewastowany w czasie II wojny światowej.